# Serrat de Capifonts
El Serrat de Capifonts és una serra situada al municipi d'Alins a la comarca del Pallars Sobirà, amb una elevació màxima de 2.716 metres.